# Ashley Tisdale
Ashley Michelle Tisdale (West Deal, 2 luglio 1985) è un'attrice, cantautrice, modella, produttrice esecutiva, doppiatrice e ballerina statunitense.
È divenuta celebre per il ruolo di Maddie nella situation comedy Zack e Cody al Grand Hotel, e per quello di Sharpay Evans nella serie di film di High School Musical; ha inoltre interpretato, come co-protagonista, il ruolo di Savannah nella serie televisiva Hellcats e, come protagonista, quello di Jody nel film Scary Movie V, doppiando anche il personaggio di Candace Flynn nella versione originale della serie animata Disney Phineas e Ferb. Ashley Tisdale viene considerata una delle personalità più importanti lanciate da Disney Channel, come Selena Gomez e Miley Cyrus. Nella sua carriera ha lavorato con celebri attori come Chris Evans e Robin Williams.
L'attrice ha anche intrapreso una carriera musicale realizzando tre album: Headstrong (2007) che ha venduto più di 2 milioni di copie in tutto il mondo, e il primo singolo dell'album He Said She Said, è divenuto disco d'oro negli Stati Uniti per aver venduto più di 500 000 copie, Guilty Pleasure (2009) che ha avuto molto successo in Europa, e Symptoms (2018), preceduto dal singolo Voices in My Head.

## Biografia
Nata a West Deal, nel New Jersey, figlia di Lisa Morris e Mike Tisdale, ha una sorella più grande, Jennifer, anch'essa attrice. Il padre è proprietario di una ditta di costruzione. È imparentata da parte di suo nonno al businessman Ron Popeil. È cresciuta a Ocean Township. È ebrea da parte di madre, ma è cresciuta con un po' di tutte e due le religioni dei genitori. All'età di tre anni, Ashley Tisdale incontra il suo attuale manager, Bill Perlman, il quale la manda a numerosi provini per diverse pubblicità. Comincia la sua carriera teatrale comparendo in Gypsy: A Musical Fable e The Sound of Music, rappresentati al Centro ebraico di Monmouth County.
All'età di otto anni, prende parte a una produzione nazionale del musical Les Misérables, nel ruolo di Cosette. Ashley rimane in tour per due anni su Les Misérables, prima di avere un ruolo in una produzione internazionale itinerante di Annie in Corea. All'età di dodici anni, la Tisdale canta alla Casa Bianca per il presidente Bill Clinton. L'8 settembre 2014, Ashley si sposa con Christopher French. La coppia ha due figlie:  Jupiter Iris (nata il 23 marzo 2021) e Emerson Clover (nata il 6 settembre 2024).

## Carriera

### 1990: i primi ruoli
Ashley cominciò a recitare nel 1990, e apparve in episodi di diverse serie TV, incluso Smart Guy, Settimo cielo, Grounded for life, Boston Public, Strong Medicine e Beverly Hills 90210. Apparve in un ruolo minore nel film del 2001, Donnie Darko, e nel telefilm Streghe. Ha ruoli ricorrenti nelle serie The Hughleys e Still Standing.

### 2005-2006: il successo

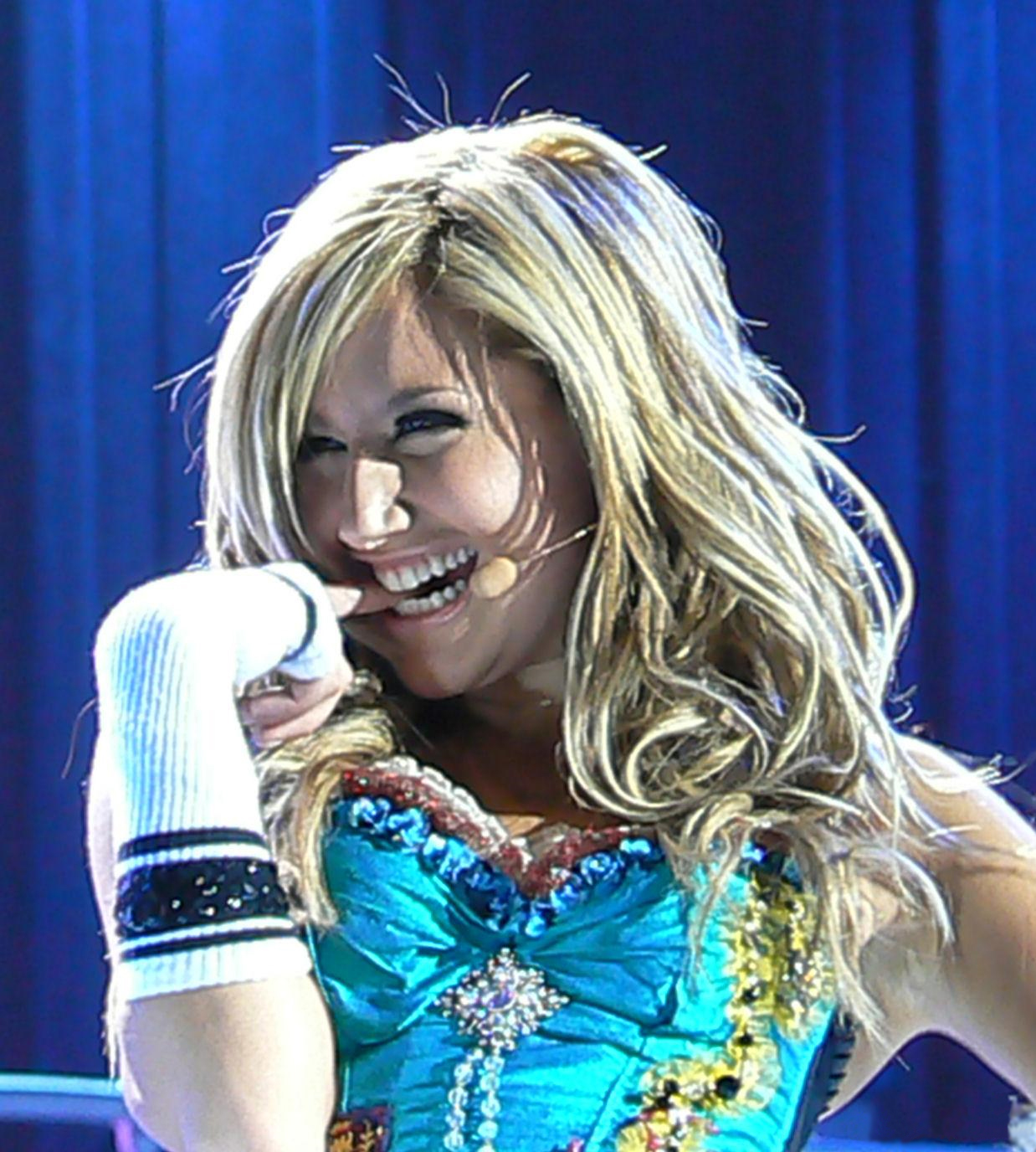
Ashley Tisdale durante un concerto di High School Musical nel 2007

Nel 2004 la Tisdale fece il provino per i ruoli di Madeline “Maddie” Fitzpatrick e London Tipton per Zack e Cody al Grand Hotel. Le venne assegnato poi il primo. Non appena Zack e Cody al Grand Hotel guadagnò popolarità, apparve su Disney Channel in diverse promozioni, special e pubblicità per la rete. Nel 2005 vinse ai Nickelodeon Kids 'Choice Awards come "Miglior Attrice TV" grazie all'interpretazione di Maddie. Nel 2006 ha ottenuto un ruolo nel cast del film Disney per la televisione High School Musical, commentando di essersi divertita molto ad interpretare Sharpay Evans, il personaggio femminile cattivo del film, in quanto completamente diverso da lei. Nei provini voleva interpretare il ruolo di Gabriella Montez, ma poi è stata scelta per il ruolo di Sharpay.
Ashley ha richiesto il ruolo per eseguire diverse canzoni come What I've Been Looking for, Bop to the Top e We're All in This Together. Canta anche la sua versione delle canzoni Someday My Prince Will Come, Kiss the Girl e Last Christmas di cui ne ha poi fatto un singolo disponibile in tutti i negozi virtuali in Internet. Nel 2007 ha preso parte al sequel, High School Musical 2, diretto sempre da Kenny Ortega. Dopo il successo in High School Musical la Warner Bros. le ha firmato un contratto discografico con cui la Tisdale ha potuto debuttare con il suo primo album.

### 2007-2009: il successo musicale
Il primo album di Ashley, Headstrong, distribuito dalla Warner Bros. Records e uscito il 6 febbraio 2007, debutta al numero 5 della classifica Billboard 200 con 64 000 copie vendute nella sua prima settimana di uscita. Il primo singolo, He Said She Said, uscì il 19 dicembre 2006. Il secondo singolo, Be Good to Me, è uscito il 9 gennaio 2007.
Il 4 giugno 2008 il suo album Headstrong è stato certificato Disco d'oro negli Stati Uniti per aver venduto più di 500 000 copie. A maggio 2009 Headstrong arriva a vendere più di 2 milioni di copie in tutto il mondo e infatti l'album diventa disco di platino. Inoltre ha ricevuto il premio della Billboard 200 come il sesto miglior album del 2007. Nel 2008 la Tisdale ha registrato varie cover tra cui: I Wanna Dance with Somebody (Who Loves Me) e Time After Time che hanno avuto un buon successo, soprattutto negli ascolti e vendite online.

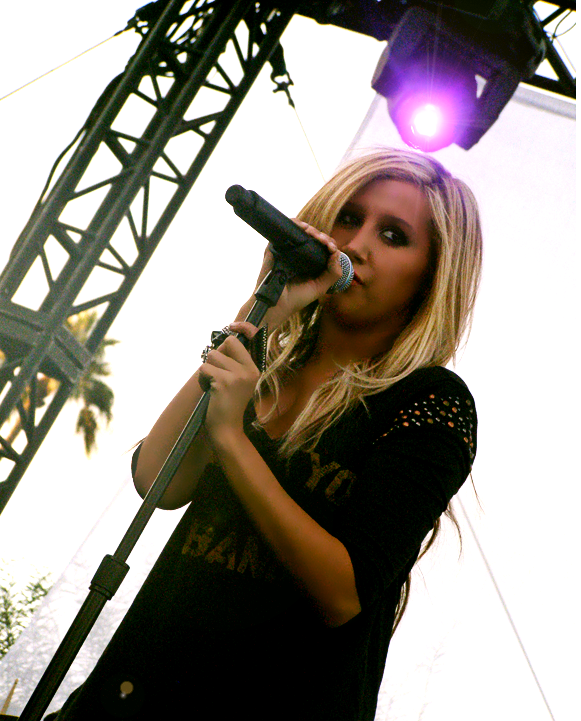
Ashley Tisdale nel 2009

Il 12 giugno 2008 anche il suo singolo He Said She Said è stato certificato Disco d'oro negli Stati Uniti per aver venduto più di 500 000 copie. Ad aprile 2008, inoltre, Tisdale annuncia di avere incominciato a lavorare al suo secondo album, La Tisdale specifica subito di stare lavorando ad un album dalle sonorità più rock rispetto al precedente. Il singolo di lancio dell'album successivo è stato pubblicato il 14 aprile 2009 ed è intitolato It's Alright, It's OK. Quest'ultimo singolo ha venduto 60 000 copie in Austria diventando il 70º brano più ascoltato nell'anno del 2009, inoltre è riuscito a vendere 500 000 copie negli Stati Uniti nell'ottobre 2009.
Il suo secondo album Guilty Pleasure è uscito il 12 giugno 2009, debuttando alla posizione numero 12 della Billboard 200 con più di 87 000 copie nella sua prima settimana di uscita. Dall'album è stato estratto anche un secondo singolo: Crank It Up, il pezzo R&B dell'album, che ha ottenuto un buon successo. Nel 2009 riceve due premi della Billboard 200: settimo miglior album dell'anno e ottavo miglior album del decennio.
Nel 2008 ha interpretato Mandy nel film Se mi guardi mi sciolgo, prodotto anche dalla sua casa di produzione televisiva, la Blondie Girl Productions, in cui canta anche una canzone, Shadow of the night. Il film nella sua premiere è stato visto da 5,3 milioni di telespettatori. Ha recitato in High School Musical 3: Senior Year interpretando, come nei capitoli precedenti, Sharpay Evans. Nel 2009 ha vinto un premio agli MTV Movie Awards come miglior attrice protagonista nel film High School Musical 3: Senior Year. Sempre nel 2009 ha interpretato Bethany Pearson in Alieni in soffitta, dove è inclusa una sua canzone intitolata Switch, estratta dal suo secondo album.

### 2010-2012: ritorno in televisione e carriera da produttrice
Nel 2010 la Tisdale riprende la sua carriera televisiva, infatti ha recitato nella serie televisiva Hellcats dove ha interpretato Savannah Monroe, il capitano della squadra Hellcats. Il 22 maggio 2011 negli Stati Uniti è uscito La favolosa avventura di Sharpay nel quale Tisdale riprende il ruolo di Sharpay, e il 5 agosto 2011 è uscito il film Phineas e Ferb: Il film - Nella seconda dimensione nel quale doppia uno dei protagonisti.

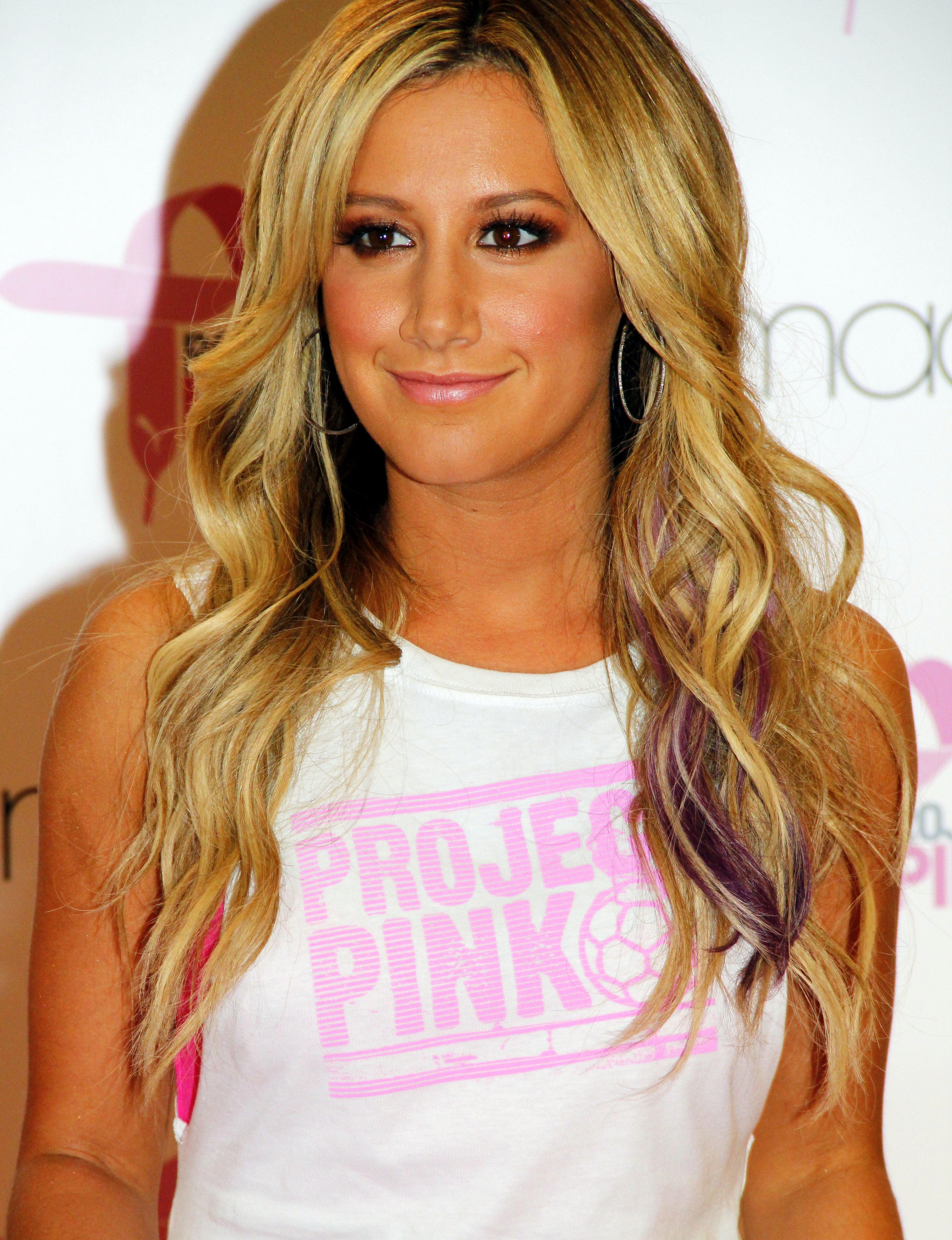
Ashley Tisdale nel 2012

Il 18 giugno 2012 in America è uscito il telefilm Miss Advised, creato dalla casa di produzione della Tisdale, che ha ottenuto buoni ascolti. Inoltre è stata scelta come special guest in due episodi di Sons of Anarchy della quinta stagione su Fox. Sempre su Fox ha recitato in Raising Hope in una speciale puntata di San Valentino.

### 2013-2017: carriera cinematografica e ritorno alla musica
Dopo aver lavorato in televisione e anche altri progetti con la sua società di produzione, la Tisdale ha iniziato a concentrarsi sulla sua carriera cinematografica. Infatti nel giugno 2012 è stata confermata nel quinto capitolo della saga di Scary Movie, come protagonista, sostituendo Anna Faris. Inoltre nel 2013 esce come singolo, estratto dal telefilm Hellcats la canzone My First Kiss con il gruppo 3OH!3.
Il 9 luglio 2013, Tisdale viene classificata dalla rivista People l'attrice più pagata del 2013, con un guadagno di 96 milioni di dollari nel giugno 2012-2013. Il 4 agosto 2013, sulla sua pagina Facebook, Tisdale ha condiviso il trailer della prima puntata della nuova serie TV, Inner Circle creata dalla sua casa di produzione la Blondie Girl Productions, con ospite Vanessa Hudgens. Il 12 dicembre negli Stati Uniti, Ashley partecipa ad un episodio di The Crazy Ones come guest star, accanto a Robin Williams e Sarah Michelle Gellar. Nel 2013 la Tisdale viene posizionata al numero 18 nella classifica della Billboard 50 Social, e successivamente viene posizionata terza nella classifica delle 25 attrici più popolari al mondo. Il 12 dicembre 2013 esce Il segreto di Babbo Natale, un film di animazione nel quale la Tisdale dà la voce a uno dei personaggi principali. Nel 2014 la Tisdale, con la sua casa di produzione Blondie Girl Productions, entra in collaborazione con la Disney per produrre il film Cloud 9, che esce il 17 gennaio 2014 su Disney Channel negli Stati Uniti.
Dopo quattro anni dalla pubblicazione del suo secondo album Guilty Pleasure, la Tisdale annuncia la sua nuova canzone intitolata You're Always Here uscita il 16 dicembre 2013. Nel 2014 è stata guest star nel primo episodio di Review. Ad aprile 2014 viene nominata agli Emmy Awards per aver dato voce alla serie d'animazione Sabrina vita da strega. A fine giugno 2014 va in onda su ABC Family, la serie TV prodotta dalla Tisdale, Young & Hungry - Cuori in cucina. A luglio 2014 negli Young Hollywood Awards vince nella categoria "Social Media Superstar". Il 19 agosto 2015 la sitcom Young & Hungry viene rinnovata per una terza stagione, ancora prodotta dalla Tisdale.
Nel 2016 torna attiva sul suo canale YouTube, dove interpreta, solitamente in duetto con altri cantanti, cover di celebri canzoni.

### 2018-2021:Symptoms, il terzo album
Nel 2018 la Billboard annuncia il ritorno della cantante. L'album, dal titolo Symptoms, prodotto dalla casa discografica Big Noise, è totalmente personale per la Tisdale, la quale ha scritto i testi insieme ad autori importanti e al produttore dell'album John Feldmann, il quale ha collaborato con vari artisti. L'8 novembre è uscito il singolo di lancio, Voices in My Head. Nel 2019 entra a far parte del cast di Carol's Second Act, una serie TV che è andata in onda dal 26 settembre negli Stati Uniti, e sempre nello stesso periodo diventa una dei protagonisti della nuova serie TV dal titolo Merry Happy Whatever insieme a Bridgit Mendler e Dennis Quaid.
Nel 2020, Ashley Tisdale pubblica un singolo inedito intitolato Lemons. Nel 2021 è protagonista di The Dark Pictures: House of Ashes, videogioco sviluppato da Supermassive Games. Sempre nel 2021 è fra i giudici della prima edizione di The Masked Dancer, programma statunitense spin off di The Masked Singer.

## Immagine pubblica
Nel 2009 la Tisdale è diventata testimonial della marca italiana Puerco Espin. Nel 2011 è apparsa senza veli sulla rivista Allure del mese di maggio. Nell'aprile 2013 è apparsa sulla rivista Maxim, che l'ha posizionata al 7º posto della classifica delle donne più belle e più sexy del mondo. Nel maggio 2015, è sulla copertina della rivista Health.

## Riconoscimenti
- American Music Award
  - 2006 – Nomination ‒ Best Pop Album ‒ High School Musical (con il Cast)
  - 2007 – Vinto ‒ Soundtrack Favorite Album ‒ High School Musical (con il Cast)
- Billboard Music Awards
  - 2006 – Vinto ‒ Soundtrack Album of the Year ‒ High School Musical (con il Cast)
  - 2006 – Nomination ‒ Album of the Year ‒ High School Musical (con il Cast)
- Emmy Award
  - 2006 – Vinto ‒ Outstanding Children's Program ‒ High School Musical (con il Cast)
  - 2014 – Nomination ‒ Outstanding Performer in an Animated Program ‒ Sabrina vita da strega
- Young Artist Award
  - 2000 – Nomination ‒ Best Performance in a Television Drama Series ‒ Boston Public
- Young Hollywood Awards
  - 2014 – Vinto ‒ Social Media Superstar
- MTV Movie Awards
  - 2009 – Vinto ‒ Breakthrough Performance Female ‒ High School Musical 3: Senior Year
- MTV Video Music Awards Latin America
  - 2009 – Nomination ‒ Best New International Artist ‒ Guilty Pleasure
- Nickelodeon Australian Kids' Choice Awards
  - 2008 – Nomination ‒ Fave International TV Star ‒ Zack e Cody al Grand Hotel
- Nickelodeon UK Kids' Choice Awards
  - 2007 – Vinto ‒ Best TV Actress ‒ Zack e Cody al Grand Hotel
- Premios Oye!
  - 2007 – Nomination ‒ International Breakthrough Artist ‒ Headstrong
- Teen Choice Awards
  - 2009 – Nomination ‒ Choice Best Actress: Music/Dance ‒ High School Musical 3: Senior Year
  - 2009 – Nomination ‒ Summer: Movie Star-Female ‒ Alieni in soffitta
  - 2009 – Vinto ‒ Choice: Movie Music/Dance ‒ High School Musical 3: Senior Year (con il Cast)
  - 2015 – Nomination ‒ Choice TV: Scene Stealer ‒ Young & Hungry - Cuori in cucina

## Filmografia

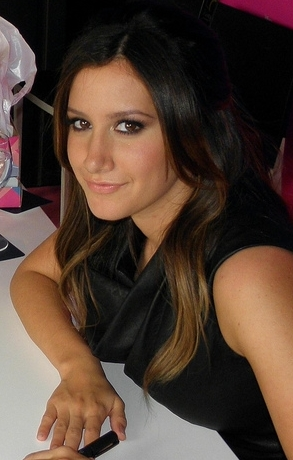
Ashley Tisdale alla prima di Sharpay's Fabulous Adventure (2011)

### Cinema
- Donnie Darko, regia di Richard Kelly (2001)
- High School Musical, regia di Kenny Ortega (2006)
- High School Musical 2, regia di Kenny Ortega (2007)
- Cambio di gioco (The Game Plan), regia di Andy Fickman (2007) - non accreditata
- Ragazze nel pallone - Pronte a vincere (Bring It On: In to Win It), regia di Steve Rash (2007)
- High School Musical 3: Senior Year, regia di Kenny Ortega (2008)
- Alieni in soffitta (Aliens in the Attic), regia di John Schultz (2009)
- Scary Movie V, regia di Malcolm D. Lee (2013)
- Playing It Cool, regia di Justin Reardon (2014)
- Amateur Night, regia di Lisa Addario, Joe Syracuse (2016)

### Televisione
- Un genio in famiglia (Smart Guy) – serie TV, episodio 1x06 (1997)
- Settimo cielo (7th Heaven) – serie TV, episodio 2x06 (1997)
- Beverly Hills 90210 – serie TV, episodio 10x15 (2000)
- The Amanda Show – serie TV, episodi 2x16-2x17-4x01 (2000)
- Movie Stars – serie TV, episodio 2x10 (2000)
- The Geena Davis Show – serie TV, episodio 1x05 (2000)
- Boston Public – serie TV, episodio 1x05 (2000)
- Nathan's Choice, regia di Robert Berlinger - episodio pilota scartato (2001)
- Bette – serie TV, episodio 1x14 (2001)
- Eddie, il cane parlante (100 Deeds for Eddie McDowd) – serie TV, episodio 2x06 (2001)
- Ancora una volta (Once and Again) – serie TV, episodio 2x18 (2001)
- Kate Brasher – serie TV, episodio 1x06 (2001)
- Streghe (Charmed) – serie TV, episodio 3x21 (2001)
- The Mayor of Oyster Bay, regia di Nancy Cassaro e Joan Blair - episodio pilota scartato (2002)
- The Hughleys – serie TV, episodi 4x13-4x16-4x18 (2002)
- Malcolm (Malcolm in the Middle) – serie TV, episodio 3x20 (2002)
- Still Standing – serie TV, 4 episodi (2003)
- Squadra Med - Il coraggio delle donne (Strong Medicine) – serie TV, episodio 3x20 (2003)
- I Finnerty (Grounded for Life) – serie TV, episodio 3x05 (2003)
- George Lopez – serie TV, episodio 2x21 (2003)
- Zack e Cody al Grand Hotel (The Suite Life of Zack and Cody) – serie TV, 75 episodi (2005-2008)
- High School Musical, regia di Kenny Ortega – film TV (2006)
- Hannah Montana – serie TV, episodio 1x12 (2006)
- High School Musical 2, regia di Kenny Ortega – film TV (2007)
- Se mi guardi mi sciolgo (Picture This!), regia di Stephen Herek (2008) – film TV
- Zack e Cody sul ponte di comando (The Suite Life on Deck) – serie TV, episodio 1x13 (2009)
- Hellcats – serie TV, 22 episodi (2010-2011)
- La favolosa avventura di Sharpay (Sharpay's Fabulous Adventure), regia di Michael Lembeck – film TV (2011)
- Aiutami Hope! (Raising Hope) – serie TV, episodio 2x14 (2012)
- Sons of Anarchy – serie TV, episodi 5x03-5x04 (2012)
- Before We Made It, regia di Andy Ackerman - episodio pilota scartato (2012)
- Super Fun Night – serie TV, episodi 1x04-1x11 (2013-2014)
- The Crazy Ones – serie TV, episodio 1x11 (2013)
- Review – serie TV, episodio 1x04 (2014)
- Young & Hungry - Cuori in cucina (Young & Hungry) – serie TV, episodi 1x03-2x08-4x08 (2014-2016)
- Clipped – serie TV, 10 episodi (2014-2015)
- Truth Be Told – serie TV, episodio 1x04 (2015)
- MacGyver – serie TV, episodio 2x13 (2018)
- Carol's Second Act – serie TV, 18 episodi (2019–2020)
- Buon quel che vi pare (Merry Happy Whatever) – serie TV, 8 episodi (2019)

### Doppiatrice
- I sospiri del mio cuore (Mimi wo sumaseba), regia di Yoshifumi Kondō (1995)
- A Bug's Life - Megaminimondo (A Bug's Life), regia di John Lasseter e Andrew Stanton (1998)
- Anche i cani vanno in paradiso - Un racconto di Natale (An All Dogs Christmas Carol), regia di Paul Sabella, Gary Selvaggio (1998)
- Kim Possible – serie TV, 4 episodi (2007)
- The Tuttles: Madcap Misadventures - videogioco (2007)
- Phineas and Ferb – serie TV, 150 episodi (2007-2015)
- The Cleveland Show – serie TV, episodio 1x14 (2010)
- I Griffin (Family Guy) – serie TV, episodi 9x01 - 9x06 (2010)
- Glenn Martin DDS – serie TV, episodio 2x17 (2010)
- Fish Hooks - Vita da pesci (Fish Hooks) – serie TV, episodio 1x01 (2010)
- Phineas e Ferb: Il film - Nella seconda dimensione (Phineas and Ferb the Movie: Across the 2nd Dimension), regia di Robert Hughes, Dan Povenmire – film TV (2011)
- Take Two with Phineas and Ferb – serie TV, 4 episodi (2011)
- Il segreto di Babbo Natale (Saving Santa), regia di Leon Joosen (2013)
- Sabrina vita da strega – serie TV, 26 episodi (2013-2014)
- Robot Chicken – serie TV, episodio 7x07 (2014)
- Birds of Paradise, regia di Daniel De Felippo, Gustavo Giannini (2014)
- American Dad! – serie TV, episodio 12x02 (2016)
- Skylanders Academy – serie TV, 26 episodi (2016-2018)
- Ginger Snaps – serie TV, 10 episodi (2017)
- C'era una volta il Principe Azzurro (Charming), regia di Ross Venokur (2018)
- Phineas e Ferb: Il film - Candace contro l'Universo (Phineas and Ferb the Movie: Candace Against the Universe), regia di Bob Bowen (2020)
- The Dark Pictures: House of Ashes - videogioco (2021)

### Produttrice
- There's Something About Ashley: The Story of Headstrong, regia di Bill Price, Scott Speer - co-produttrice esecutiva (2006)
- La favolosa avventura di Sharpay, regia di Michael Lembeck – film TV - produttrice esecutiva (2011)
- Miss Advised - reality show, 8 episodi - produttrice esecutiva (2012)
- Vanessa & Ashley: Inner Circle - reality show - produttrice esecutiva (2013)
- Cloud 9, regia di Paul Hoen – film TV - produttrice esecutiva (2014)
- Young & Hungry - Cuori in cucina – serie TV, 51 episodi - produttrice esecutiva (2014-2018)

## Doppiatrici italiane
Nelle versioni in lingua italiana dei suoi lavori, Ashley Tisdale è stata doppiata da:
- Gemma Donati in Zack e Cody al Grand Hotel, High School Musical, High School Musical 2, High School Musical 3: Senior Year, Se mi guardi mi sciolgo, Alieni in soffitta, Zack e Cody sul ponte di comando, La favolosa avventura di Sharpay, Scary Movie V, Super Fun Night, Young & Hungry
- Francesca Manicone in Hannah Montana, Hellcats, Buon quel che vi pare
- Eleonora Reti in Aiutami Hope!
- Valentina Mari in Sons of Anarchy
- Beatrice Caggiula in Playing it Cool
- Eleonora De Angelis in The Crazy Ones

Da doppiatrice è invece sostituita da:
- Gemma Donati in Phineas e Ferb, Phineas e Ferb: Il film - Nella seconda dimensione, Phineas e Ferb: Il film - Candace contro l'Universo
- Francesca Manicone in Kim Possible
- Chiara Gioncardi in Skylanders Academy
- Joy Saltarelli in C'era una volta il Principe Azzurro
- Martina Tamburello in The Dark Pictures: House of Ashes
- Monica Ward in Sabrina vita da strega

## Discografia

### Album in studio
- 2007 – Headstrong
- 2009 – Guilty Pleasure
- 2019 – Symptoms